# Sandlauf
Sandlauf ist die Bezeichnung für ein Brett im Schiffbau, das bei Schiffen mit einem Holzkiel unter dem eigentlichen Kiel befestigt wurde. 
Schiffe mit einem Holzkiel haben das Problem, dass dieser z. B. bei Grundberührung abnutzt. Um diese Abnutzung zu verhindern bzw. in einem überschaubaren Rahmen zu halten, wird unter dem eigentlichen Kiel ein Brett befestigt. Dieses Brett soll sich dann anstelle des eigentlichen Kiels abnutzen und muss dann nach mehreren Jahren wieder ausgetauscht bzw. erneuert werden.
Vermutlich kommt die Bezeichnung daher, dass die Schiffe auf dieser Planke „über den Sand laufen“ können.